# Đài phun nước Neptune ở Jelenia Góra

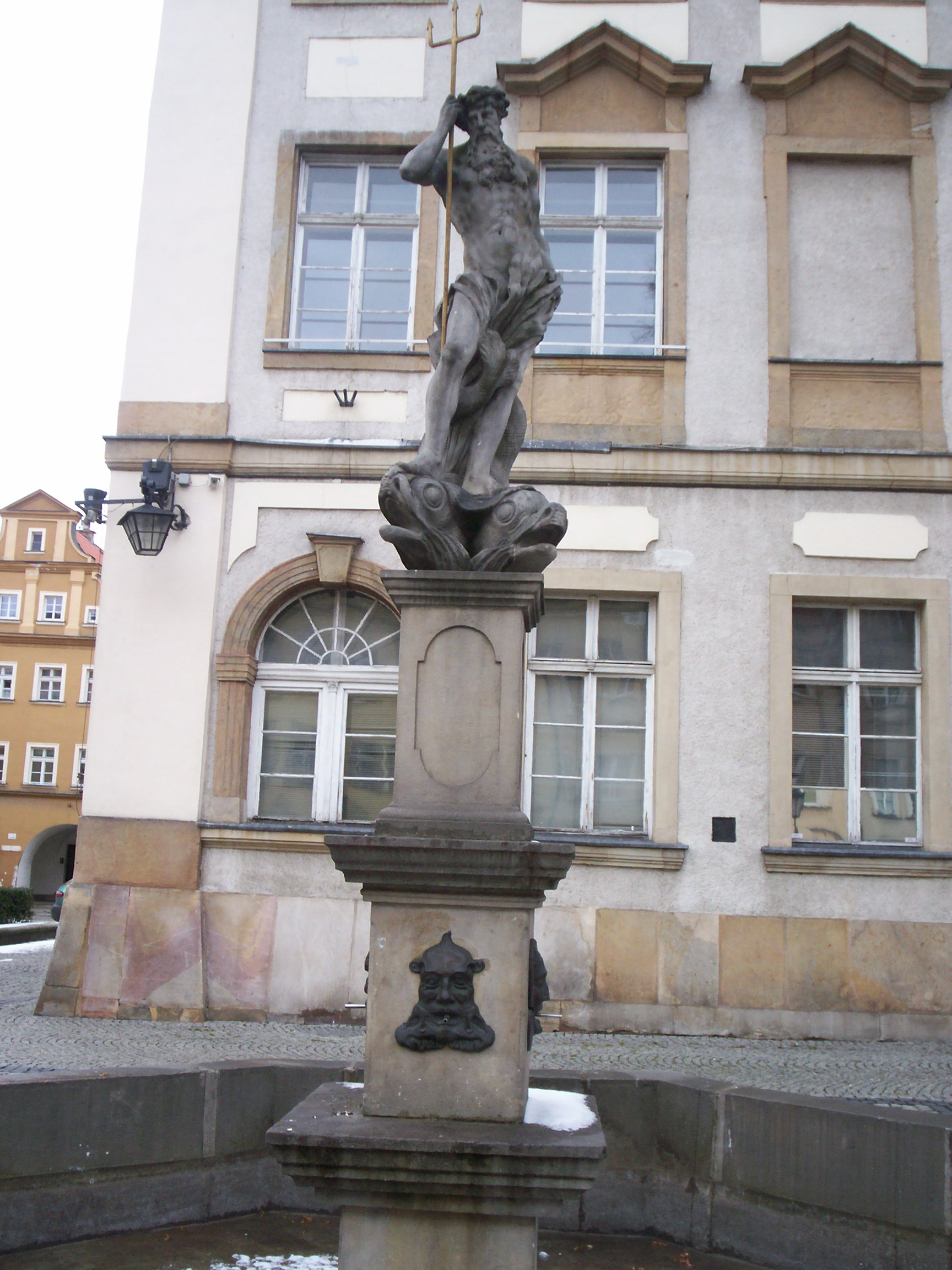
Đài phun nước Neptune ở Jelenia Góra (2007)

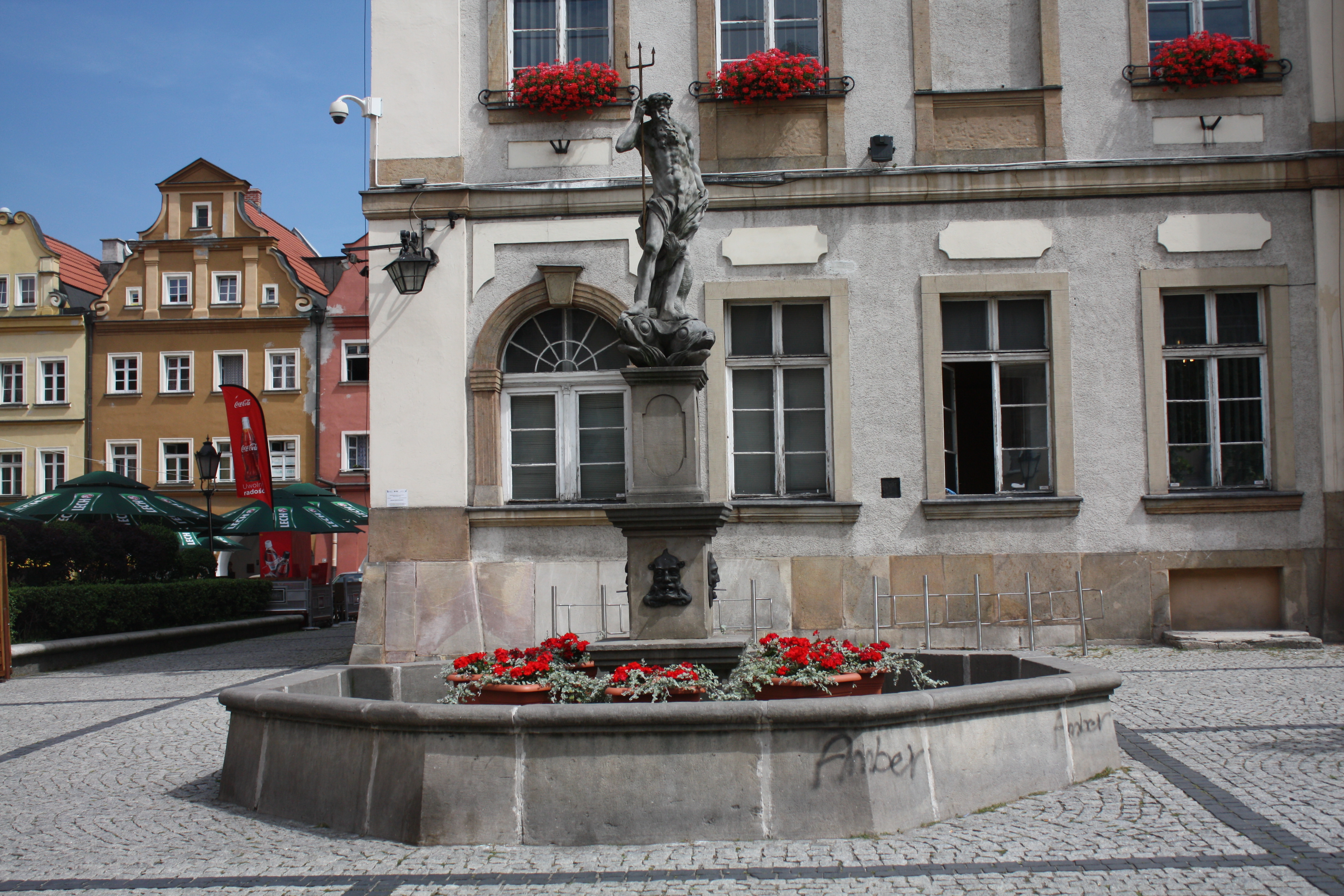
Ảnh chụp toàn cảnh đài phun nước (2013)

Đài phun nước Neptune ở Jelenia Góra (tiếng Ba Lan: Fontanna Neptuna w Jeleniej Górze) là một đài phun nước nổi bật, tọa lạc tại quảng trường Tòa thị chính ở thị trấn Jelenia Góra, thuộc huyện Jelenia Góra, tỉnh Dolnośląskie ở miền tây nam Ba Lan.
Đài phun nước này được xem là minh chứng cho mối quan hệ thương mại tốt đẹp và lâu đời giữa các thương gia Jelenia Góra với các quốc gia ở nước ngoài.

## Lịch sử
Đầu thế kỷ 18 (khoảng năm 1730), một trong những thương nhân giàu có từ hoạt động buôn bán với các quốc gia khác đã ủy quyền cho nhà điêu khắc Joseph Anton Bechert (sống ở Jelenia Góra) thực hiện một tượng đài về vị thần đại dương - Neptune. Thời điểm lúc bấy giờ, đài phun nước được đặt ở khu vực ngoại ô thị trấn. Đầu thế kỷ 19, thị trấn bắt đầu mở rộng quy mô ra khu vực ngoại ô, bao gồm các khu vườn và biệt thự trước đây của các thương gia Jelenia Góra. Có khả năng là sau năm 1828, đài phun nước với tác phẩm điêu khắc Neptune đã được chuyển đến quảng trường phía trước tòa thị chính.

## Mô tả
Đài phun nước Neptune ở Jelenia Góra có một bể nước hình bát giác. Ở chính giữa bể nước là phần bệ tượng đài hình lăng trụ. Bức tượng đặt trên phần bệ khắc họa hình ảnh vị thủy thần Neptune trong thần thoại La Mã. Vị thần này đứng hiên ngang trên hai chú cá heo. Tay phải đang cầm đinh ba huyền thoại. Phần đầu và ánh mắt vị thần cũng hướng về phía cây đinh ba này.